# Hypsiboas crepitans
Hypsiboas crepitans är en groddjursart som först beskrevs av Maximilian zu Wied-Neuwied 1824.  Hypsiboas crepitans ingår i släktet Hypsiboas och familjen lövgrodor. IUCN kategoriserar arten globalt som livskraftig. Inga underarter finns listade i Catalogue of Life.
Arten förekommer i Panama och i norra Sydamerika i Colombia, Venezuela, regionen Guyana och norra Brasilien. Den hittas även på Trinidad and Tobago. Habitatet varierar mellan fuktiga och torra skogar samt gräsmarker och ödemark. Ibland besöks människans samhällen.
Individerna är aktiva på natten och vistas nära vattenansamlingar. De klättrar ofta i växtligheten. Fortplantningen sker i små vattenpölar.
Beståndet hotas lokalt av habitatförstöring. Några exemplar fångas och säljs som terrariedjur. IUCN listar Hypsiboas crepitans som livskraftig (LC).